# Жан Крюппі
Жан Шарль Марі Крюппі (фр. Jean Cruppi; 22 травня 1855, Тулуза — 16 жовтня 1933, Фонтенбло) — французький політик, сенатор, міністр торгівлі та промисловості і міністр закордонних справ під час Третьої республіки.
Народився 22 травня 1855 року в Тулузі. Був депутатом парламенту з 1818 по 1919 рік і сенатором з 1920 до 1924 року. Був головою Міністерства торгівлі і промисловості в період з січня 1908 року по липень 1909 року і закордонних справ в період з березня по червень 1911 року.
Помер 16 жовтня 1933 року в Фонтенбло (департамент Сена і Марна).